# Любимая (фильм, 1991)
«Любимая» (хинди Kurbaan, досл.: «Жертва») — индийская мелодрама на языке хинди режиссёра Дипака Бахри, вышедшая в прокат 31 мая 1991 года. Дебютная работа актрисы Айеши Джулка. Фильм имел умеренный успех в прокате.

## Сюжет
Маан Сингх (Бхарат Капур) и Притхви Сингх (Сунил Датт) оспаривают в суде право на владение земельным участком. Притхви выигрывает судебный процесс, а Маан нанимает преступника Панну Сингха, поручив ему убить всю семью Притхви. Панне удаётся расправиться почти со всеми членами семьи, но Притхви остаётся жив и клянётся отомстить своему врагу. Он отвечает ему той же монетой и нападает на его семью. После устроенной им резни его лучший друг Сурадж Сингх (Кабир Беди) и брат Маана Сингха вынужден дать против него показания в суде, что разрушает их дружбу. Притхви бежит из под стражи и захватывает банду Панны Сингха, а затем скрывается в лесу вместе с ними и выжившими членами свой семьи: дочерью Чандой, служанкой Кааки и её сыном Химматом.
Годы спустя Акаш (Салман Хан), сын Сураджа Сингха, встречает Чанду (Айеша Джулка) и влюбляется в неё. Они ещё на знают, что их отцы злейшие враги, и какие трудности встанут у них на пути.

## В ролях
- Салман Хан — Акаш Сингх
- Айеша Джулка — Чанда Сингх
- Гулшан Гровер — Химмат Сингх
- Кабир Беди — инспектор Сурадж Сингх, отец Акаша
- Сунил Датт — Притхви Сингх, отец Чанды
- Рохини Хаттангади — Кааки, мать Химмата
- Бхарат Капур — Маан Сингх
- Гога Капур — бандит Панна Сингх
- Куника — Гаятри Сингх, жена Притхви Сингха
- Судха Чандран — сестра Притхви Сингха
- Раджеш Пури — инспектор Чатурведи
- Камал Дип — судья
- Рамеш Гоел — посредник между Мааном и Панной
- Суббирадж — адвокат Гуптаджи
- Раджит — певец

## Саундтрек
Все тексты написаны Самиром, вся музыка написана дуэтом композиторов Ананд-Милинд.
| №  | Название                     | Исполнители                     | Длительность |
| -- | ---------------------------- | ------------------------------- | ------------ |
| 1. | «Aao Main Padhadoon Tumhain» | Абхиджит, Сарика Капур          | 8:24         |
| 2. | «Baitha Neeli Jheel Kinare»  | Суреш Вардкар, Анурадха Паудвал | 7:27         |
| 3. | «Deewanon Se Poochho»        | Сукхвиндер Сингх                | 5:26         |
| 4. | «Main Tujhpe Kurbaan»        | Мохаммед Азиз                   | 6:21         |
| 5. | «Yeh Dharti Chand Sitare»    | Удит Нараян, Анурадха Паудвал   | 10:58        |
| 6. | «Zuba Zuba»                  | Сапна Мукерджи                  | 3:34         |